# Кибкало, Александра Моисеевна
Александра Моисеевна Кибкало (20 июля 1939, с. «Мир Труда», Родинский район, Алтайский край, РСФСР — 3 апреля 2017, Мирный, Алтайский край, Российская Федерация) — советский передовик сельскохозяйственного производства, механизатор совхоза Родинский Родинского района Алтайского края, Герой Социалистического Труда.

## Биография
Еще в детстве начал трудовую деятельность в совхозе «Овцевод», помогала родителям.
С 1954 г. после окончания сельской школы стала стригалём в совхозе «Родинский» Родинского района Алтайского края. В течение пяти лет была чемпионом Алтайского края по стрижке овец среди женщин-животноводов.
С середины 1960-х гг. работала трактористом-машинистом и комбайнером, быстро вошла в число передовиков производства своего района.
В 1972 г. совместно с В.Д.Савиновым выступила инициатором компании по максимальному использованию резервов производства. По итогам этой работы в 1973 году была награждена орденом Ленина.

## Награды и звания
Герой Социалистического Труда (1972) (на комбайне СКД-5 за сезон намолотила 1569 тонн зерна).
Награждена двумя орденами Ленина (1972 и 1973).
«Заслуженный механизатор РСФСР».